# Ahlers (Unternehmen)

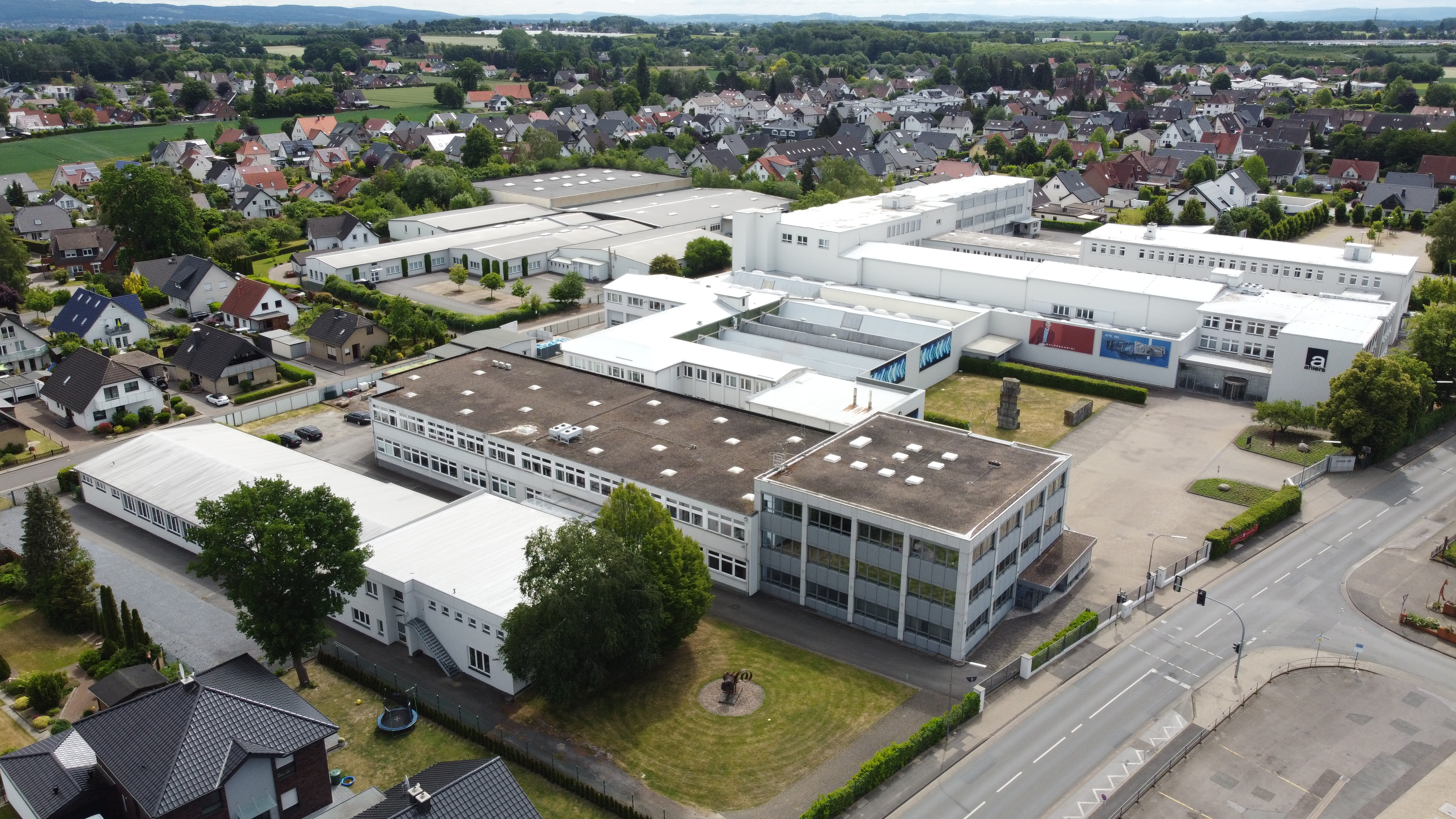
Ahlers in Herford-Elverdissen

Die Ahlers AG war ein börsennotierter Hersteller von Herrenmode. Der Hauptsitz des Unternehmens war Herford-Elverdissen.

## Geschichte

Historisches Logo

Ahlers wurde 1919 als Tuchgroßhandlung von Adolf Ahlers in Jever gegründet. Nach dem Umzug nach Oldenburg i.O. im Jahre 1925 wurde 1932 ein Produktionsbetrieb in Herford-Elverdissen eröffnet und der Sitz dorthin verlegt. 1936 wurde in Herford eine Wäschefabrik errichtet. Während der Zeit der sogenannten Arisierungen im Jahre 1938 übernahm Adolf Ahlers den Betrieb des damals europaweit größten Textilunternehmens Elsbach in Herford. Die jüdische Familie Elsbach wurde gezwungen, die Aktien an ihrem Betrieb weit unter Wert an Ahlers zu verkaufen. Im Jahr 1941 erwarb Ahlers die Textilfabrik Marienthal in Niederösterreich. Diese war zuvor arisiert worden und befand sich im Besitz des für die Übernahme jüdischer Geschäfte bekannten Industriellen Fritz Ries. Das Textilunternehmen Elsbach in Herford wurde von Ahlers in „Herforder Wäschefabriken AG“ umbenannt. Der ins Ausland geflohene frühere Geschäftsführer Kurt Elsbach kehrte 1947 in den Betrieb zurück, starb jedoch 1954. Ab 1952 nannte sich das Unternehmen wieder „Elsbach Wäschefabriken AG“. Die Aktien wurden an die Familie Elsbach zurückgeführt. Ahlers blieb Aktionär, erwarb das Unternehmen 1964 komplett und wandelte es in eine GmbH um. Hans-Hermann Ahlers, in Herford geborener Sohn des Kaufmanns Wilhelm Ahlers, war Geschäftsführer der OSPIG-Textilgesellschaft W. Ahlers (Bremen-Arsten) und der Hettlage & Fischer GmbH (Recklinghaus). Jan A. Ahlers, Sohn des Firmengründers, übernahm die Geschäftsleitung 1968 von seinem Vater Adolf Ahlers und baute das Unternehmen zu einem international tätigen Konzern aus. 1979 wurde eine eigene Produktionsstätte nach Sri Lanka ausgelagert. Im Jahr 1987 brachte Jan A. Ahlers das Unternehmen an die Börse. Stella A. Ahlers, die Enkeltochter des Gründers, führte das Unternehmen seit 2005.

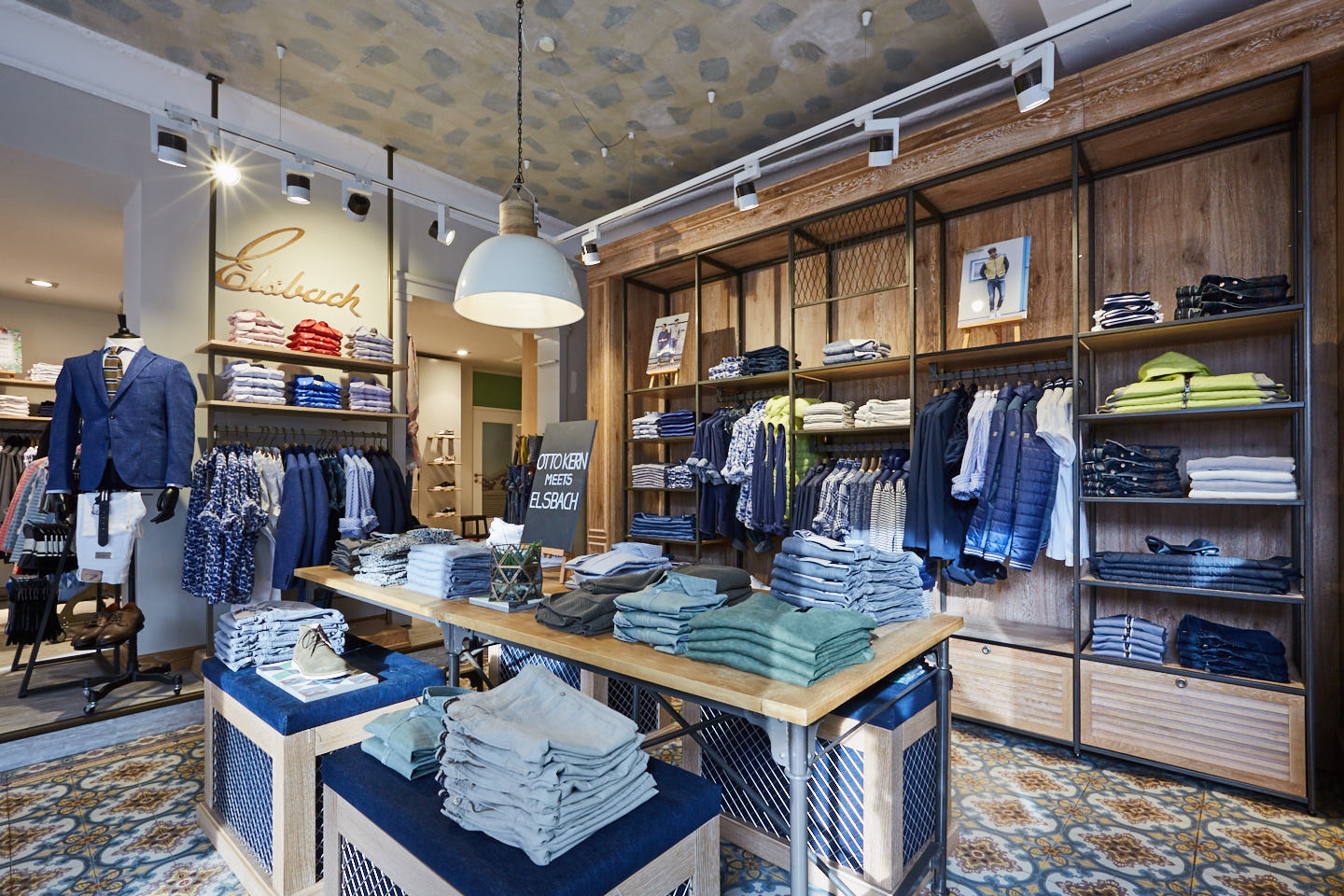
Elsbach Denim Library Norderney

Im April 2023 stellte die Ahlers AG für sich und einen Teil ihrer Tochtergesellschaften Anträge auf Eröffnung eines Insolvenzverfahrens. Die Röther-Gruppe kündigte Mitte Juni an, die Marken Pierre Cardin, Baldessarini, Pioneer Jeans und Pionier Berufskleidung zu übernehmen, etwa 300 Stellen sollten wegfallen. Röther schloss alle Ahlers-Geschäfte und die Onlineshops der Marken. Die Geschäftsleitung kündigte in der Folge an, die Marken in einer neuen Holding namens R. Brand Group innerhalb von Röther zu bündeln und weiterzuführen. Die Übernahme wurde zum August 2023 abgeschlossen.

## Marken
Ahlers verkaufte Bekleidung von fünf Marken, für unterschiedliche Zielgruppen und Preissegmente. Hierfür hielt das Unternehmen Lizenzen und besaß die anderen Marken:
- Baldessarini (2006 gekauft vom Hugo-Boss-Konzern[12])
- Pierre Cardin (Lizenz seit 1992)
- Pioneer Authentic Jeans (Eigenmarke seit 1970)
- Otto Kern (Marke ab 2000 schrittweise gekauft, seit 2011 zu 100 %)
- Pionier Workwear Berufskleidung (Eigenmarke seit 1971)

### Ehemalige Marken
- Jupiter (1987 gekauft, 2018 Aufgabe der Sportswear-Marke)[13][14]
- Jupiter Shirt (Ausgliederung 2010 in ein Joint Venture, Anteil 49 %)
- Eterna Mode (1996 gekauft, 2006 für 120 Mio. Euro an den Frankfurter Finanzinvestor Alpha Private Equity verkauft)[15]
- Gin Tonic (1999 gekauft, Aufgabe der Freizeitmarke Ende 2015)

## Unternehmensdaten
Im Geschäftsjahr 2020/21 (Geschäftsjahresende 30. November) betrug der Umsatz des Unternehmens 143 Millionen Euro, davon 71 Prozent mit den Produkten der Marken Pierre Cardin, Baldessarini und Otto Kern. Über die Hälfte des Umsatzes erzielte Ahlers in Deutschland (54 Prozent). Der Auslandsanteil lag bei 46 Prozent vom Gesamtumsatz, davon 26 Prozent in Westeuropa und 20 Prozent in Mittel-/Osteuropa/Sonstige. In der eigenen Produktionsstätte in Sri Lanka wurden 36 Prozent der produzierten Modeartikel gefertigt. Ahlers beschäftigte zum Geschäftsjahresende 2020/21 1.615 Mitarbeiter, davon 409 in Deutschland.

## Vertrieb
Ende November 2021 führte Ahlers von insgesamt 115 Einzelhandelsläden, davon 23 Ladengeschäfte in Eigenregie. Partner betrieben am 30. November 2021 insgesamt 92 Stores, überwiegend in Osteuropa. Die Marken Pierre Cardin und Baldessarini wurden zudem über unternehmenseigene Online-Shops verkauft. Alle Marken waren auf verschiedenen Online-Marktplätzen erhältlich. Hinzu kamen etliche Outlet-Standorte in Deutschland und dem europäischen Ausland, darunter ein 1200 m² großer Fabrikverkauf am Stammsitz an der Elverdisser Straße in Herford.